# Maki Arai
Maki Arai (japanisch 新井 麻葵 Arai Maki; * 23. Dezember 1982 in Tachikawa, Tokio) ist eine ehemalige japanische Tennisspielerin.

## Karriere
Arai spielte vorrangig auf dem ITF Women’s Circuit, wo sie 27 Titel im Doppel gewann.

## Turniersiege

### Doppel
| Nr. | Datum        | Turnier  | Kategorie   | Belag     | Partnerin       | Finalgegnerinnen              | Ergebnis   |
| --- | ------------ | -------- | ----------- | --------- | --------------- | ----------------------------- | ---------- |
| 20. | 8. März 2008 | Hamilton | ITF $10.000 | Hartplatz | Yurina Koshino  | Alison Bai Emelyn Starr       | 7:63, 7:62 |
| 22. | 10. Mai 2009 | Ipswich  | ITF $25.000 | Sand      | Olivia Rogowska | Tyra Calderwood Shannon Golds | 6:3, 6:2   |